# Gallery (magazine)
Pour les articles homonymes, voir Gallery.
Gallery est un magazine mensuel pornographique américain dans le style de Hustler, fondé en 1972 par Montcalm Publishing.
Il a été racheté en 2008 par Magna Publishing Group (en) après la faillite de Montcalm.